# Saint-Félix-de-Reillac-et-Mortemart

Saint-Félix-de-Reillac-et-Mortemart este o comună în departamentul Dordogne din sud-vestul Franței. În 2009 avea o populație de 196 de locuitori.

## Evoluția populației
| An        | 1975 | 1982 | 1990 | 1999 | 2006 | 2009 |
| --------- | ---- | ---- | ---- | ---- | ---- | ---- |
| Populație | 188  | 201  | 194  | 214  | 194  | 196  |